# Fontanelice
Fontanelice là một đô thị ở tỉnh Bologna vùng Emilia-Romagna của Ý, có vị trí khoảng 30 km về phía đông nam của Bologna. Tại thời điểm ngày 31 tháng 12 năm 2004, đô thị này có dân số 1.884 người và diện tích là 36.6 km².
Fontanelice giáp các đô thị sau: Borgo Tossignano, Casalfiumanese, Casola Valsenio, Castel del Rio.